# پاملا دیوید
پاملا دیوید (اسپانیایی: Pamela David‎؛ زادهٔ ۶ اکتبر ۱۹۷۸) هنرپیشه، مجری تلویزیون، مدل و پلی‌میت اهل آرژانتین است.
وی که از مجریان مطرح تلویزیون آرژانتین محسوب می‌شود تاکنون جوایز متعددی را در جشنواره‌های زیبایی برده‌است.